# ورزشگاه یوونتوس
ورزشگاه یوونتوس (به ایتالیایی: Juventus Stadium) ورزشگاهی در شهر تورین در کشور ایتالیا است.
بازی‌های خانگی باشگاه فوتبال یوونتوس در این ورزشگاه انجام می‌شوند. مراسم افتتاح ورزشگاه در تاریخ ۸ سپتامبر ۲۰۱۱ با بازی یوونتوس مقابل نوتس کانتی که با تساوی ۱–۱ خاتمه یافت انجام شد. اولین بازی رسمی در این ورزشگاه نیز مابین دو تیم باشگاه فوتبال یوونتوس و باشگاه فوتبال پارما ۱۱ سپتامبر ۲۰۱۱ برگزار شد.
ظرفیت این ورزشگاه بیش از ۴۱٬۵۰۷ نفر است و میزبان برگزاری فینال لیگ اروپا ۲۰۱۴ بود.

## نگارخانه
|  |